# Luis Daal
Luis Daal, schrijversnaam van Luis Henrique Plácido Daal (Curaçao, 5 oktober 1919 - Den Haag, 15 april 1997), was een Curaçaos schrijver, dichter, essayist, columnist, (literair) vertaler, kinoloog en bovenal papiamentist in hart en nieren.

## Levensloop
Op 5 oktober 1919 zag Luis Henrique Placido Daal het levenslicht in het stadsdeel Otrobanda en was het vierde kind van Angélica ‘Leka’ Angelista. Hij ging naar de St. Vincentius School en het St.Thomas College. Daarna volgde hij buitenlandse cursussen en verwierf veel kennis als een autodidact over allerlei onderwerpen. Van 1939 tot 1942 was Luis Daal sectie-commandant Transport-colonne van het Rode Kruis. En van 1942 tot 1945 diende hij als sergeant der infanterie in de militaire dienst. Op 22-jarige leeftijd trad hij in dienst bij Firma Troost en in 1946 werd hij hoofd van het departement ‘Claims and forwarding’ bij S.E.L. Maduro & Sons.
In 1947 werd Daal redacteur van het sportkatern van La Prensa. Daarna werd hij hoofdredacteur en vervolgens commercieel directeur van de krant. La Prensa verscheen in het Spaans. Hij reisde naar Nederland in 1948 als verslaggever van de Rondetafelconferentie over hervorming van de staatkundige verhoudingen binnen het Koninkrijk.  Eindjaren veertig introduceerde hij het Papiamentu in La Prensa. Elke dag verscheen één pagina in het Papiaments. Tot 1950 was hij ook correspondent van het nieuwsagentschap International United Press.
Als schrijver en dichter heeft hij verschillende gedichtenbundels gepubliceerd. Daarnaast vertaalde hij diverse werken in het Papiaments. Hij begon zich al vroeg als schrijver te ontwikkelen en schreef in bijna alle op Curaçao verschijnende kranten, zowel in Papiamentstalige als in Spaans- en Nederlandstalige bladen.
In 1950 vertrok Daal naar Spanje waar hij tien jaar verbleef. Hij bekwaamde zich in de journalistiek, filosofie en Spaans en hij publiceerde in verschillende bladen en kranten. Ook studeerde hij Romaanse filologie en culturele antropologie en werkte hij als journalist voor de United Press en als vertaler voor een aantal Spaanse ministeries en voor de Nederlandse Ambassade.
In de jaren 60 vertrok Luis Daal naar Curaçao waar hij zich bezighield met de orthografie van het Papiaments. Hij was voorzitter van de toenmalige spellingscommissie ‘Foi hopi un só’ (Uit velen één)’ en bood de Antilliaanse overheid een rapport aan waarin hij het voorstel deed een commissie te benoemen om de voorgestelde spelling te bestuderen, en – na goedkeuring – die spelling officieel in te voeren. Dat deed Daal onofficieel en zonder daarvoor een opdracht gekregen te hebben. In die commissie, waarvan hij de voorzitter was, zaten taaldeskundigen als Antoine Maduro en Enrique Goilo, journalisten en bekende schrijvers als Pierre Lauffer, Guillermo Rosario en Tuyuchi. In totaal 33 personen, inclusief 2 Arubanen. 
Tijdens de periode op Curaçao schreef hij klankbeelden in het Papiaments en in het Spaans. Met Lucille Berry-Haseth en Rina Penso in de hoofdrollen werden deze opgenomen en uitgezonden door het lokale radiostation Curom. Ook schreef en regisseerde hij 13 edities van het hoorspel ‘Lorna mi yu ku mi’ (Lorna, mijn kind en ik), die in 1961 uitgezonden werden.
In 1962 vertrok Daal weer naar Madrid. Daar werd hij benoemd tot lector in de Neerlandistiek aan de Universidad Central van Madrid waar hij college gaf in de cultuurgeschiedenis van Nederland en België. Gedurende deze periode bleef hij regelmatig columns schrijven over het goede gebruik van Papiaments. Deze columns verschenen in La Cruz en La Union. In 1968 verhuisde hij naar Den Haag.
Van 1968 tot 1975 was Luis Daal werkzaam op het Bureau Toezicht Curaçaose bursalen. En vanaf 1975 tot zijn pensionering in 1984 was hij hoofd Culturele Zaken op het voormalige Antillenhuis in Den Haag. Een van de projecten waarmee Daal zich bezighield gedurende zijn betrokkenheid bij deze afdeling is het Cultureel Akkoord met België. Hij was ook nauw betrokken bij het cultureel akkoord met Venezuela. Zijn bezorgdheid voor de positie, erkenning en stimulering van Antilliaanse kunstenaars in Nederland was evident. Hiervan getuigen de vele exposities van Antilliaanse en Arubaanse artiesten, die door zijn toedoen in Nederland tot stand kwamen. Hij was 10 jaar lid geweest van het bestuur van Sticusa (Amsterdam) en 6 jaar lid van de adviesraad voor Culturele Samenwerking tussen de landen van het Koninkrijk.
Op 15 april 1997 overleed Luis Daal in Den Haag waar hij op Ockenburg ligt begraven. Hij wordt gezien als een belangrijk voorvechter van het Papiaments.
Luis Daal heeft een grote literaire nalatenschap waarvan veel ongepubliceerde werken. Op 5 oktober 2013 werd Luis' nalatenschap in aanwezigheid van zijn weduwe overgedragen aan Biblioteek Mongui Maduro op Curaçao. Over het oeuvre van Luis Daal publiceerde Henry Habibe in 1997 het boek De spirituele opgang van een Curaçaose dichter.

## Onderscheidingen
- Curaçao: Chapi di Plata (de zilveren hark) van Fundashon Pierre Lauffer. Deze prijs werd op 22 augustus 1984 uitgereikt door May Henriquez in Landhuis Bloemhof op Curaçao.
- Nederland: Ridder in de Orde van Oranje-Nassau
- Spanje: Cruz de Caballero de la Orden de Isabel la Católica
- België: Ridderkruis in de Kroonorde
- Venezuela: Comendador en la Orden de Andrés Bello
- Curaçao: Tapushi Heraclio Henriquez (postuum in 1997)